# Little Voice (album)
| Đánh giá chuyên môn | Đánh giá chuyên môn |
| Nguồn đánh giá      | Nguồn đánh giá      |
| Nguồn               | Đánh giá            |
| ------------------- | ------------------- |
| Allmusic            | [ 2 ]               |
| Digital Spy         | [ 3 ]               |
| PopMatters          | [ 4 ]               |
| Rolling Stone       | [ 5 ]               |
| Sputnikmusic        | [ 6 ]               |

Little Voice là album phòng thu đầu tiên thuộc hãng đĩa lớn và là album phòng thu thứ hai của nữ ca sĩ kiêm sáng tác người Mỹ Sara Bareilles, được phát hành rộng rãi vào ngày 17 tháng 7 năm 2007 bởi hãng đĩa Epic Records. 6 bài hát trong album này được thu âm lại từ album trước của cô, Careful Confessions. Một phiên bản đặc biệt của Little Voice với những bản được phối theo phong cách acoustic được phát hành vào ngày 18 tháng 3 năm 2008. Đĩa bổ sung của album này cũng bao gồm một đoạn phỏng vấn cùng Bareilles và kèm theo những video của những màn biểu diễn trực tiếp.
Album này mở đầu tại vị trí thứ 45 trên bảng xếp hạng Billboard 200 Hoa Kỷ, với 16.000 bản được tiêu thụ trong tuần lễ đầu tiên. Đến ngày 13 tháng 1 năm 2011, album này được chứng nhận Bạch kim bởi RIAA và đạt đến vị trí thứ 7 trên Billboard 200 với hơn 1 triệu bản được tiêu thụ. Album cũng mở đầu tại vị trí thứ 26 ở New Zealand, do bài hát "Love Song" đạt ngôi quán quân Radio airplay. Tại Anh Quốc, album mở đầu tại vị trí thứ 9 với 14.484 bản được tiêu thụ.
"Love Song" được lựa chọn để phát hành dưới dạng đĩa đơn đầu tiên trích từ album. Nó xuất hiện trên các cửa hàng iTunes dưới dạng "Đĩa đơn của tuần" từ ngày 19 đến 26 tháng 6. Vào năm 2008, "Bottle It Up" được phát hành dưới dạng đĩa đơn thứ hai. Video cho đĩa đơn này do Marcos Siega đạo diễn. Đĩa đơn thứ ba được phát hành tại Hoa Kỳ được ấn định là "Gravity", cùng một video được phát hành vào ngày 3 tháng 2 năm 2009, nhưng không có một thông tin nào được cho biết thêm sau khi tiết lộ ngày phát hành đĩa đơn này.
Album nhận được nhiều đánh giá tích cực từ giới chuyên môn, với "Love Song" được đề cử cho 2 giải Grammy cho "Bài hát của năm" và "Trình diễn giọng pop nữ xuất sắc nhất" trong mùa giải lần thứ 51.

## Danh sách bài hát
Tất cả các ca khúc được viết bởi Sara Bareilles, ngoại trừ nơi đã được ghi chú.
| STT              | Nhan đề                                                                                          | Thời lượng |
| ---------------- | ------------------------------------------------------------------------------------------------ | ---------- |
| 1.               | "Love Song"                                                                                      | 4:18       |
| 2.               | "Vegas"                                                                                          | 4:07       |
| 3.               | "Bottle It Up"                                                                                   | 3:00       |
| 4.               | "One Sweet Love"                                                                                 | 4:20       |
| 5.               | "Come Round Soon"                                                                                | 3:33       |
| 6.               | "Morningside"                                                                                    | 3:58       |
| 7.               | "Between the Lines"                                                                              | 4:34       |
| 8.               | "Love on the Rocks" (Bareilles, Javier Dunn)                                                     | 4:13       |
| 9.               | "City"                                                                                           | 4:33       |
| 10.              | "Many the Miles"                                                                                 | 5:11       |
| 11.              | "Fairytale"                                                                                      | 3:14       |
| 12.              | "Gravity"                                                                                        | 3:52       |
| 13.              | "Any Way the Wind Blows" (bài hát bổ sung trong phiên bản tại Nhật/phiên bản Bạch kim MusicPass) |            |
| Tổng thời lượng: | Tổng thời lượng:                                                                                 | 49:01      |

| Các bài hát acoustic bổ sung (phiên bản 2 đĩa) | Các bài hát acoustic bổ sung (phiên bản 2 đĩa) | Các bài hát acoustic bổ sung (phiên bản 2 đĩa) |
| STT                                            | Nhan đề                                        | Thời lượng                                     |
| ---------------------------------------------- | ---------------------------------------------- | ---------------------------------------------- |
| 1.                                             | "Bottle It Up"                                 |                                                |
| 2.                                             | "Love Song"                                    |                                                |
| 3.                                             | "In Your Eyes"                                 |                                                |
| 4.                                             | "Many the Miles"                               |                                                |
| 5.                                             | "Gravity"                                      |                                                |

Tất cả các phiên bản acoustic đều được thu âm vào năm 2008 như là một phần của phiên bản thu trực tiếp cho Stripped Music Lưu trữ ngày 6 tháng 6 năm 2019 tại Wayback Machine. Phiên bản 2 đĩa cũng thay thế phiên bản gốc của "Bottle It Up" bằng phiên bản chỉnh sửa của đài phát thanh, với tên gọi "Bottle It Up" (phiên bản chỉnh sửa của đài phát thanh).

## Những người thực hiện

### Sản xuất
- Phối khí, sản xuất, thu âm và hòa âm bởi Eric Rosse
- Những bài hát gốc đã được thu âm và xây dựng bởi Howard Christopher Willing
- Phần thu âm, xây dựng và lồng ghép do Eric Rosse
- Các trợ lý kĩ sư: Dave Colvin (NRG Studios), Bill Mims (Sunset Sound Recorders), Charlie Paakari (Capitol Studios)

### Khác
- Trống: Matt Chamberlain, Brian MacLeod
- Bộ gõ: Rafael Padilla, Eric Ivan Rosse
- Bass: Chris Chaney
- Dương cầm: Sara Bareilles (bài số 1,2,4-7,9,11,12), Jamie Muhoberac (bài số 3,8), Chris Joyner (bài số 10)
- Fender Rhodes: Sara Bareilles
- Mellotron: Eric Ivan Rosse
- Guitar: Stuart Mathis, Bruce Watson, Lyle Workman, Joel Shearer
- Guitar mộc: Sara Bareilles
- Lên chương trình: Eric Ivan Rosse
- Cello: Cameron Stone
- Dàn dựng bộ dây: Eric Ivan Rosse
- Dàn dựng bộ dây: David Campbell
- Giọng nền: Javier Dunn, Josh Day (cả hai trong bài "Many The Miles"), Sara Bareilles ("Love Song")

## Các đĩa đơn
1. "Love Song" là đĩa đơn đầu tiên trích từ album này, được phát hành tại Hoa Kỳ vào ngày 19 tháng 6 năm 2007, tại châu Âu vào ngày 25 tháng 4 năm 2008 và tại Anh Quốc vào ngày tháng 4 năm 2008. Đây là đĩa đơn thành công nhất của Bareilles, khi đạt đến vị trí thứ 4 tại Hoa Kỳ và Anh Quốc, và vị trí thứ 22 tại Top 200 châu Âu.
2. "The River" (trực tiếp) được phát hành vào ngày 1 tháng 1 năm 2008.
3. "Bottle It Up" được phát hành dưới dạng đĩa đơn chính thức thứ hai vào ngày 29 tháng 4 năm 2008. Bài hát không thể đạt đến độ thịnh hành của "Love Song" và chỉ đạt vị trí thứ 7 trên Bubbling Under Hot 100 Singles. Bài hát được phát hành tại Anh Quốc vào ngày 13 tháng 10 năm 2008 nhưng khi chỉ đạt tới vị trí thứ 92.
4. "Gravity" được ấn định phát hành dưới dạng đĩa đơn thứ ba của album. Video cho bài hát này được phát hành trên mạng trực tuyến vào tháng 2 năm 2009 và xuất hiện trên bảng xếp hạng Top 20 của VH1. Bài hát còn được xuất hiện trên chương trình truyền hình Community.

## Xếp hạng
| Các bảng xếp hạng (2008)            | Thứ hạng cao nhất |
| ----------------------------------- | ----------------- |
| Australian Albums Chart             | 49                |
| Austrian Albums Chart               | 46                |
| Belgian Albums Chart                | 45                |
| Dutch Albums Chart                  | 31                |
| European Top 100 Albums             | 24                |
| French Albums Chart                 | 87                |
| Irish Albums Chart                  | 37                |
| Italian Albums Chart                | 45                |
| New Zealand Albums Chart            | 26                |
| Mexican Albums Chart                | 15                |
| Swiss Albums Chart                  | 34                |
| U.S. Billboard 200                  | 7                 |
| U.S. Billboard Comprehensive Albums | 8                 |
| UK Albums Chart                     | 9                 |